# Rhadinella pegosalyta
Rhadinella pegosalyta — вид змій родини полозових (Colubridae). Ендемік Гондурасу.

## Поширення і екологія
Rhadinella pegosalyta мешкають в Національному парку Кусуко в горах Сьєрра-де-Омоа на північному заході Гондурасу. Вони живуть у вологих гірських і хмарних тропічних лісах, на висоті від 1550 до 1620 м над рівнем моря.

## Збереження
МСОП класифікує цей вид як вразливий. Rhadinella pegosalyta загрожує знищення природного середовищ.